# Erytodes confirmatus
Erytodes confirmatus är en skalbaggsart som beskrevs av Schmidt 1916. Erytodes confirmatus ingår i släktet Erytodes och familjen Aphodiidae. Inga underarter finns listade i Catalogue of Life.